# Gephyromantis enki
Gephyromantis enki is een kikker uit de familie gouden kikkers (Mantellidae). De soort werd voor het eerst wetenschappelijk beschreven door Frank Glaw en Miguel Vences in 2002. De soort behoort tot het geslacht Gephyromantis.

## Leefgebied
De kikker is endemisch in Madagaskar. De soort komt voor in het nationaal park Ranomafana in het oosten van het eiland en leeft in de subtropische bossen van Madagaskar op een hoogte van 650 tot 1050 meter.

## Synoniemen
- Mantidactylus enki Glaw & Vences, 2002